# Kino (software)
Kino es un programa libre, de edición no lineal de video digital que trabaja con GTK+. Su visión es: "Edición fácil y confiable de archivos DV para el escritorio GNU/Linux, que permita exportar los proyectos a varios formatos utilizables." El programa soporta la mayoría de las tareas básicas de edición y ensamble de video.
Kino puede importar archivos AVI y DV, al igual que capturar videos de cámaras digitales, usando las bibliotecas raw1394 y dv1394, y exportar videos a cámaras utilizando las bibliotecas de video ieee1394 o video1394.
Según la web de Kino se puede usar con FireWire siguiendo algunos pasos previos.
Kino está incluido en varios repositorios de paquetes de distribuciones GNU/Linux, inclusive Debian y Ubuntu. BSD ports también lo incluye.
El 5 de agosto de 2013, el sitio web oficial de Kino indicó que el proyecto está "muerto" y que los usuarios deberían probar software alternativo. Actualmente la página web oficial del proyecto se encuentra caída, aun así, se puede acceder al software y al código fuente a través de Sourceforge.